# Air Montenegro
Air Montenegro – czarnogórskie linie lotnicze z siedzibą w Podgoricy.